# Go Fas Racing
Go Fas Racing (a menudo estilizado como Go FAS Racing ) es un equipo de carreras de autos stock profesional estadounidense que actualmente compite en la NASCAR Cup Series . Fundado por el veterano jefe de equipo Frank Allen Stoddard como FAS Lane Racing , tomó su forma actual después de fusionarse con Go Green Racing de Archie St. Hilaire en 2014. El equipo actualmente tiene el Ford Mustang GT No. 32 a tieHistoria del auto No. 32 mpo parcial para Ryan Ellis. El equipo planea pasar a las carreras a tiempo parcial para 2021.

## Historia

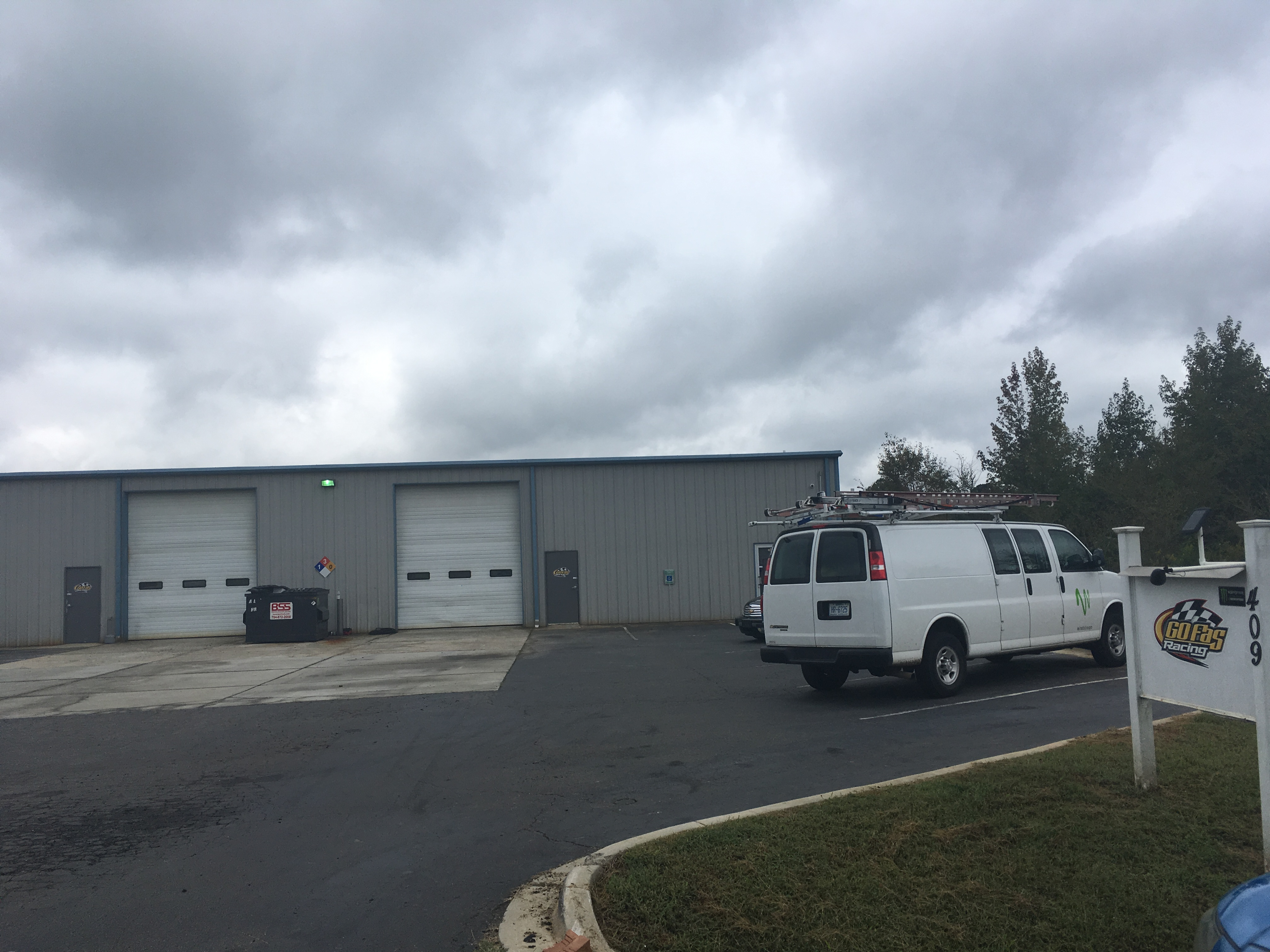
La tienda de carreras Go Fas Racing en Mooresville, Carolina del Norte

FAS Lane Racing se estableció en 2011 cuando el antiguo equipo de Stoddard, Latitude 43 Motorsports, cerró sus puertas. Stoddard luego formó su propio equipo con los miembros restantes de la tripulación, comprando autos y equipos de Mark Simo y Boris Said 's No Fear Racing , así como de Richard Petty Motorsports, Roush Fenway Racing y su antiguo equipo Latitude 43. FAS representa las iniciales de Stoddard (Francis Allen Stoddard), y Stoddard eligió el número 32 en homenaje a su mentor de carreras Stub Fadden, que era un corredor de la Busch North Series de Nueva Inglaterra.
En 2014, después de algunos años de luchar con la propiedad del equipo, Stoddard fusionó el equipo con Go Green Racing de Archie St. Hilaire, formando Go Fas Racing. Para 2017, el propietario principal del equipo era St. Hilaire con Stoddard como consultor del equipo y Mason St. Hilaire como gerente general.
En 2018, el equipo se asoció con el propietario de Circle Sport , Joe Falk, para usar su carta en el # 32, mientras que la carta utilizada en ese automóvil durante las dos temporadas anteriores se envió a Wood Brothers Racing en asociación con Go FAS.
El 22 de octubre de 2020, el propietario mayoritario Archie St. Hilaire y el gerente del equipo Mason St. Hilaire anunciaron que habían vendido su participación en los estatutos de GFR a un comprador no revelado, que luego se reveló como BJ McLeod y Matt Tifft para Live Fast Motorsports. También anunciaron que GFR saldría de la competencia a tiempo completo a fines de 2020 y solo correría un puñado de carreras de la Copa en 2021.

## NASCAR Cup Series

### Historia del auto No. 32

#### Primeros años (2011-2013)

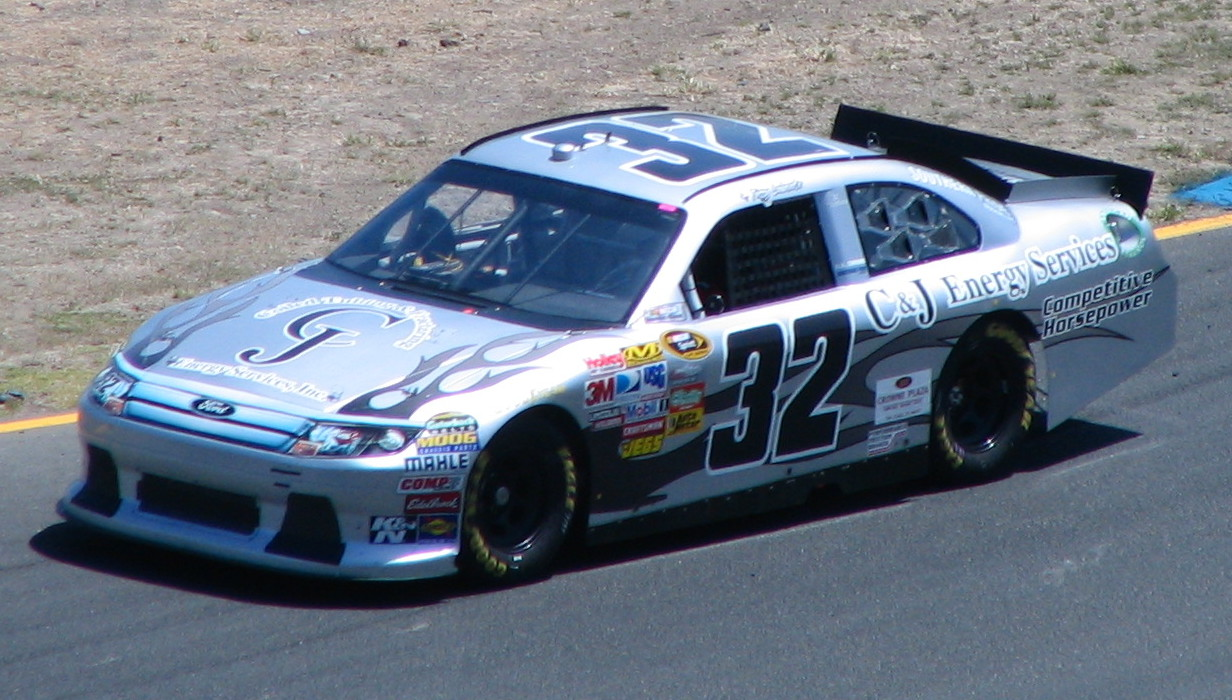
Terry Labonte en el No. 32 en el Toyota / Save Mart 350 del 2011

Con Stoddard sirviendo como propietario y jefe de equipo, el equipo comenzó con el Campeón de la Copa Terry Labonte en las 500 Millas de Daytona, terminando en un sólido puesto 15. El veterano Mike Skinner correría las próximas dos carreras. Después de que Ken Schrader terminara 33.º en el Auto Club, el equipo quedó atrapado en el Top 35 en puntos de propietario a pesar de no poder llegar a Bristol con Schrader. Schrader también condujo el auto hasta el puesto 22 en Martinsville. El equipo también corrió la carrera completa en Texas con Big Red y terminó 33.º. Talladega vio un cambio en el que trajeron de regreso a Terry Labonte y la compañía con sede en Texas C&J Energy como patrocinador. Fueron adelantados un par de vueltas con JJ Yeley con ellos, pero el motor se soltó para terminar en el puesto 34. El equipo ha tenido varios patrocinadores, incluidos VA Mortgage Centers, US Chrome y Big Red . FAS Lane Racing también dio a 2 pilotos su debut en la Copa Sprint este año. Jason White fue uno. White corrió el Ford No. 32 Gunbroker.com en Pocono Raceway. Comenzó 41.º y terminó 33.º. Andrew Ranger fue el otro. Ranger, el joven canadiense de Quebec es un ex campeón de la NASCAR Canadian Tire Series. Su debut se produjo en Watkins Glen International en Bully Hill Vineyards Ford donde comenzó y terminó 35.º. Su debut fue interrumpido unas 15 vueltas antes por fallas en la transmisión. El equipo terminó 34.º en puntos de propietarios, garantizando al equipo una salida en las primeras cinco carreras de 2012; Más tarde, el equipo vendió los puntos del propietario a Michael Waltrip Racing en 2012 para permitirle a Mark Martin competir en las 500 Millas de Daytona, con Labonte aprovechando la provisional del campeón pasado.
Para 2012, FAS Lane Racing corrió a tiempo completo en 2012 con Terry Labonte corriendo 4 carreras con C&J Energy como patrocinador, Mike Bliss corriendo 7 carreras con US Chrome y Air National Guard como patrocinadores, Ken Schrader corriendo en 9 carreras con Federated Auto Partes como patrocinador, Boris Said corriendo en 2 carreras, Reed Sorenson en carreras selectas y otros pilotos y patrocinadores seleccionados para las 13 carreras restantes. Después de las 500 Millas de Daytona, FAS Lane adquirió los puntos del equipo No. 6 Roush Fenway Racing. Ken Schrader participó en al menos 9 carreras de 2012 con el patrocinio de Federated Auto Parts. Además, Boris Said corrió el auto No. 32 de HendrickCars.com en Sonoma y Watkins Glen. Jason White , Timmy Hill, TJ Bell y el dos veces campeón de K&N Pro Series East , Mike Olsen, también corrieron en el No. 32.
FAS Lane Racing utilizó una variedad de pilotos para 2013, con carreras de Schrader, Hill, Said y Labonte. El 30 de enero de 2013, Hill declaró su intención de competir contra Danica Patrick y Ricky Stenhouse, Jr. por los honores de Novato del Año de la Copa Sprint.

#### Escándalo de OXYwater (2013)

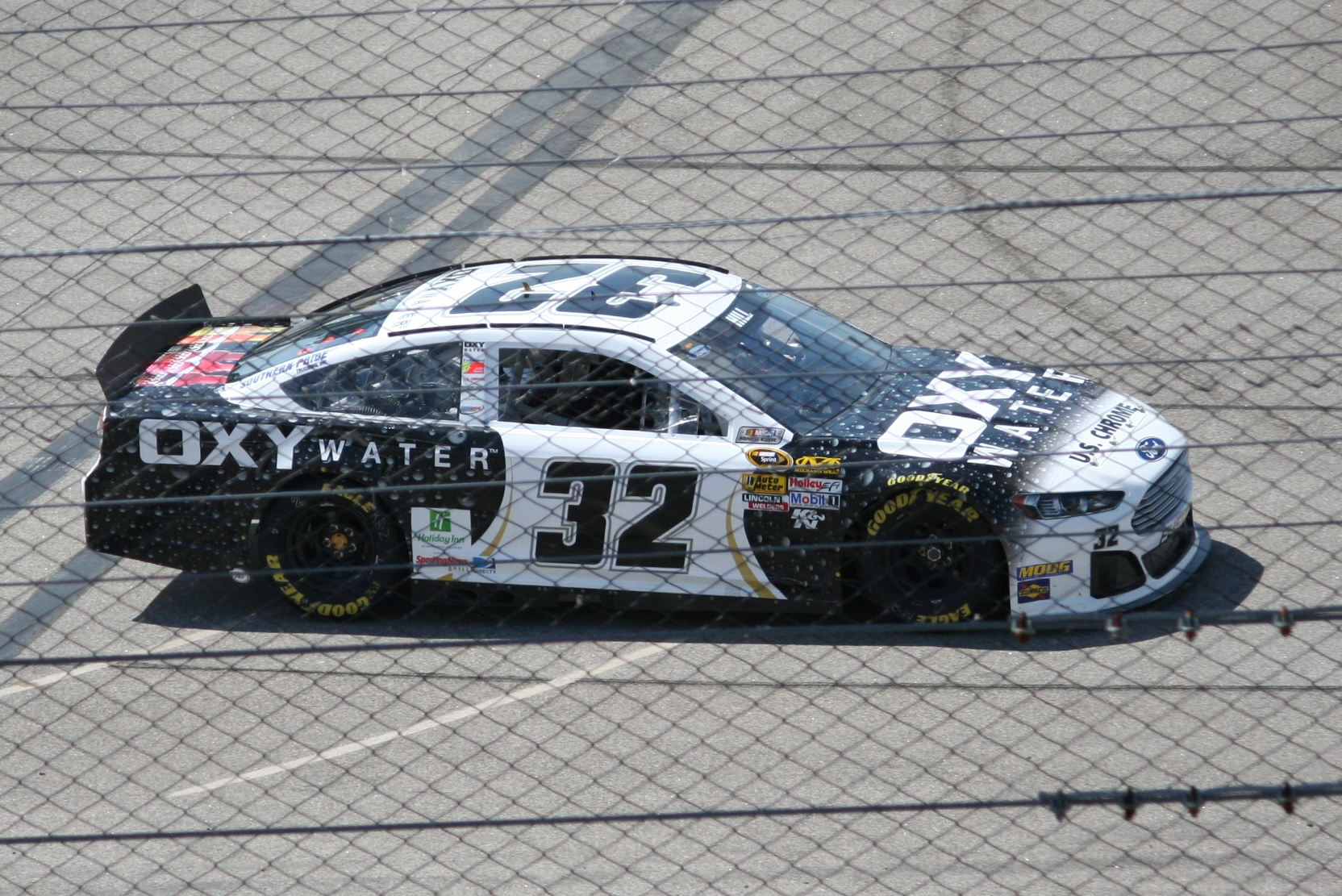
El No. 32 conducido por Timmy Hill en Richmond International Raceway en 2013

El equipo había anunciado en marzo un patrocinador de 24 carreras para 2013, comenzando en Bristol con Terry Labonte; esto también incluyó las temporadas completas de 2014 y 2015. Sin embargo, el IRS estaba investigando a OXY Water por intentar engañar a sus inversores al apropiarse indebidamente de más de 2 millones de dólares en fondos invertidos. La empresa se vio obligada a declararse en quiebra, costando a los inversores más de $ 9 millones, y no apareció como patrocinador principal después de Indianápolis.

#### Fusión con Go Green Racing (2014-2016)
En diciembre de 2013, el equipo Ford Go Green Racing y FAS Lane Racing se fusionaron en 2014, creando así Go Fas Racing. El equipo continuó operando desde el taller de FAS Lane Racing. Terry Labonte corrió las 500 Millas de Daytona del 2014 y los otros eventos de súper velocidad en su última temporada, con Said a cargo de los autódromos y Kvapil a cargo del resto del calendario. Blake Koch se colocó más tarde en el 32 para el Sprint Showdown, Coca-Cola 600 y Dover. El piloto de K&N Pro Series East , Eddie MacDonald, fue contratado para correr el No. 32 en Loudon. JJ Yeley También corrió varias carreras en el 32. Joey Gase hizo su debut con el equipo en Chicagoland. Kyle Fowler también hizo su debut en la Copa con el equipo, esta vez en Martinsville.
Con Terry Labonte, Go Fas Racing tuvo su mejor resultado en equipo, 11 ° en la Coke Zero 400 del 2014 acortada por la lluvia . El mismo año, Terry anunció su retiro de NASCAR. Su última carrera fue la GEICO 500 del 2014 en Talladega, donde los lados del 32 fueron pintados de manera similar al auto de Kellogg's Corn Flakes que condujo hasta la temporada del campeonato de 1996, mientras que el techo fue pintado para replicar el auto que Labonte debutó en la serie en 1978. El 32 originalmente tenía el lado derecho pintado con los colores de Piedmont Airlines que usó en su temporada de campeonato de 1984, pero NASCAR no lo permitió porque los lados izquierdo y derecho deben ser idénticos.
Para la temporada 2015, el hermano de Terry y campeón del 2000, Bobby Labonte, corrió los cuatro eventos de supervelocidad, también con C&J Energy Services, y Boris Said regresó para los dos autódromos, con el resto de la alineación por determinar. Go Fas planeó usar a Mike Bliss como piloto principal durante el resto del calendario, aunque una variedad de pilotos manejarán el coche como en temporadas anteriores.
En Las Vegas, Bliss sufriría el primer DNQ para el equipo desde 2011. Pasó a DNQ unas semanas más tarde en Charlotte. Su última carrera para el equipo fue en Míchigan en junio. Su mejor resultado con Go Fas Racing fue 31, dos veces.
Joey Gase estuvo en el auto durante cuatro carreras, no pudo llegar a Texas en noviembre, Will Kimmel corrió en Kentucky y Kansas, Travis Kvapil regresó para las dos carreras de Pocono y Eddie MacDonald en Loudon. Josh Wise intentó la carrera en Indianápolis, pero no se clasificó. A pesar de esto, y debido a una asociación previa con Go Green Racing en la Xfinity Series, regresó para un tramo de tres carreras comenzando en Míchigan. Unas semanas más tarde en Darlington, Wise no volvió a calificar. Wise intentó cuatro carreras más después de esto, incluido un DNQ en Charlotte. Jeffrey Earnhardt hizo su debut en la Copa Sprint en Richmond, corriendo la carrera completa y terminando 40.º, 13 vueltas detrás de los líderes. Regresó a New Hampshire dos semanas después. Fowler volvería a Martinsville. El equipo terminaría 42.º en los puntos de propietarios, notablemente por debajo de su 38.º lugar que mostraba el año anterior; eran el equipo de tiempo completo mejor clasificado que seguía al No. 21 de tiempo parcial al final de la temporada.
Para 2016, Earnhardt y Labonte planean dividir el viaje. Earnhardt correrá la mayor parte de la temporada para los honores de Novato del Año de la Copa Sprint, mientras que Labonte correrá las carreras con placa restrictiva. El equipo también es uno de los 36 equipos "charter", por lo que, a diferencia de 2015, el equipo participará en todas las carreras.
Después de que Labonte y Earnhardt se separaran conduciendo el No. 32 en las primeras 4 carreras. Gase volvió al No. 32 para el Good Sam 500. El 22 de abril, el equipo anunció que el ex competidor de la serie CART y piloto de autódromos, Patrick Carpentier, conduciría para el equipo en Sonoma e Indianápolis. En junio, el equipo contrató a Jeb Burton para conducir en Pocono. Eddie MacDonald condujo una sola carrera en New Hampshire y Boris Said hizo su primera salida en la Copa de la temporada en el Cheez-It 355 en The Glen en Nueva York . Dylan Lupton se unió tarde al equipo para conducir el No. 32 en Homestead.

#### Matt DiBenedetto (2017-2018)

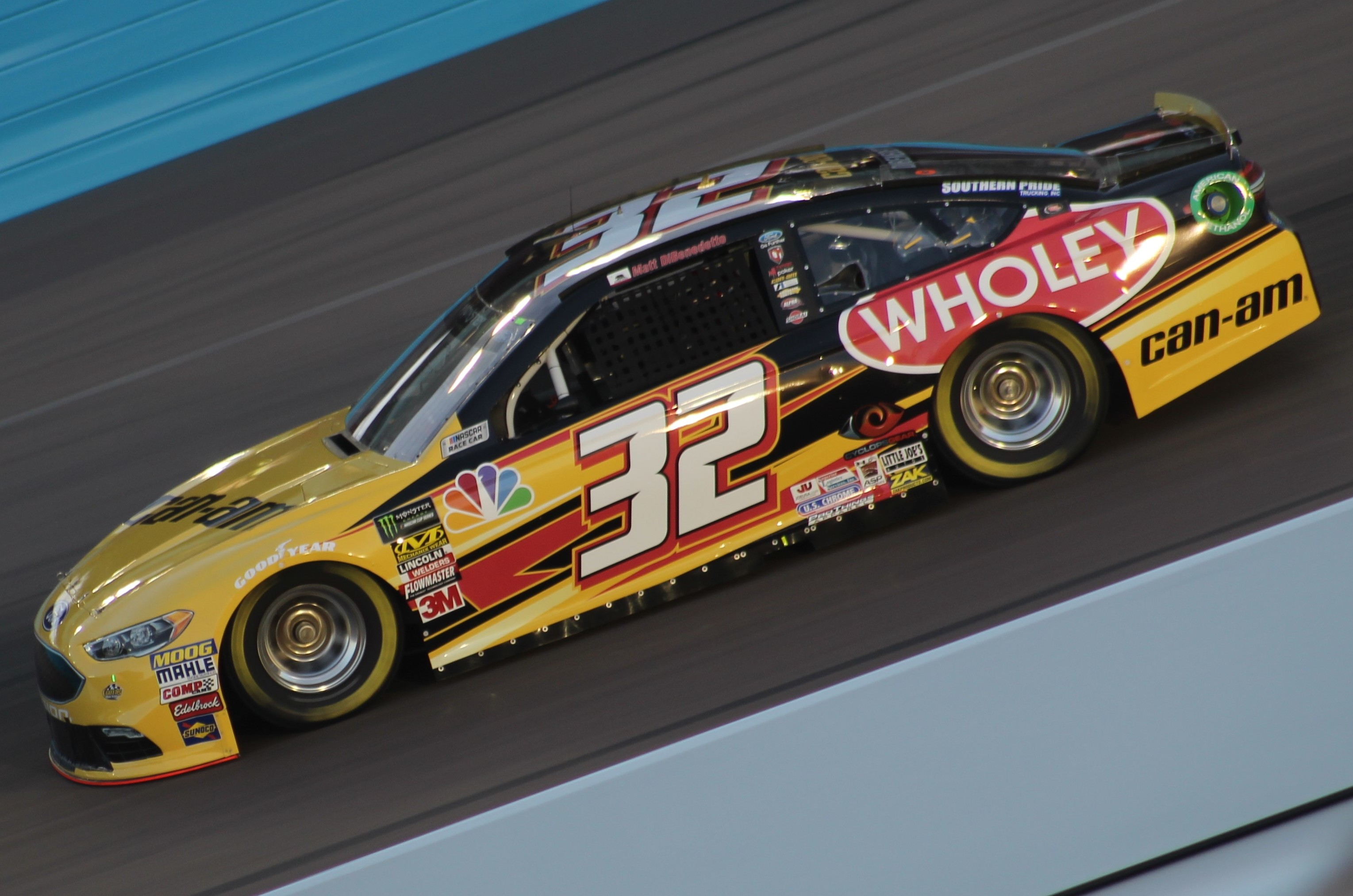
Matt DiBenedetto en el No. 32 durante el Can-Am 500 del 2018

Después de que terminó la temporada, se anunció que Earnhardt, Labonte, Gase, Burton, MacDonald, Carpentier, Lupton y Said no regresarán a Go Fas Racing en 2017, y el equipo planea tener un solo piloto en el 32 en 2017. Se anunció que el piloto era Matt DiBenedetto el 15 de diciembre. Go Fas Racing también anunció poco después que prestarían su chárter al No. 21 de Wood Brothers Racing conducido por Ryan Blaney, ya que habían comprado el No. 44 equipo propiedad de Richard Petty Motorsports, incluida la carta No. 44.
Go Fas Racing consiguió su primer top ten en las 500 Millas de Daytona del 2017 con un noveno puesto de DiBenedetto. Esto fue mejorado con un octavo lugar en el Brickyard 400 del 2017, ya que pudieron evitar estar en cualquiera de las 14 amonestaciones récord de la carrera. DiBenedetto terminó en el puesto 32 en puntos, el mejor de su carrera en ese momento, mientras que Go Fas pasó de un equipo de los 5 últimos a un equipo de grupo medio mientras se concentraba en un piloto durante todo el año.
En enero de 2018, se anunció que Go Fas Racing vendería su carta a Wood Brothers a cambio del apoyo del fabricante. Según las reglas de NASCAR, Go Fas todavía figuraba como propietario de la carta. Al mismo tiempo, Go Fas Racing se asoció con Circle Sport para presentar el Ford No. 32 con la carta No. 33. DiBenedetto y Go Fas renovaron y comenzaron con el jefe de equipo Gene Nead durante 2 carreras antes de que Go Fas Racing y Nead se separaran mutuamente. Randy Cox es ahora el jefe de equipo del equipo 32 que comienza en el Pennzoil 400 del 2018. El 24 de junio, en el Toyota / Save Mart 350 DiBenedetto obtuvo un puesto 17 para Go Fas Racing, lo que lo convirtió en el resultado más alto del equipo en un autódromo. Dos semanas después, el 7 de julio, en el Coke Zero Sugar 400 del 2018, Go Fas Racing mejoró su mejor nivel anterior con un séptimo lugar.
El 7 de septiembre de 2018, DiBenedetto anunció sus intenciones de dejar el equipo al concluir la temporada 2018, y finalmente anunció un acuerdo para conducir para Leavine Family Racing en 2019.

#### Corey LaJoie (2019-2020)

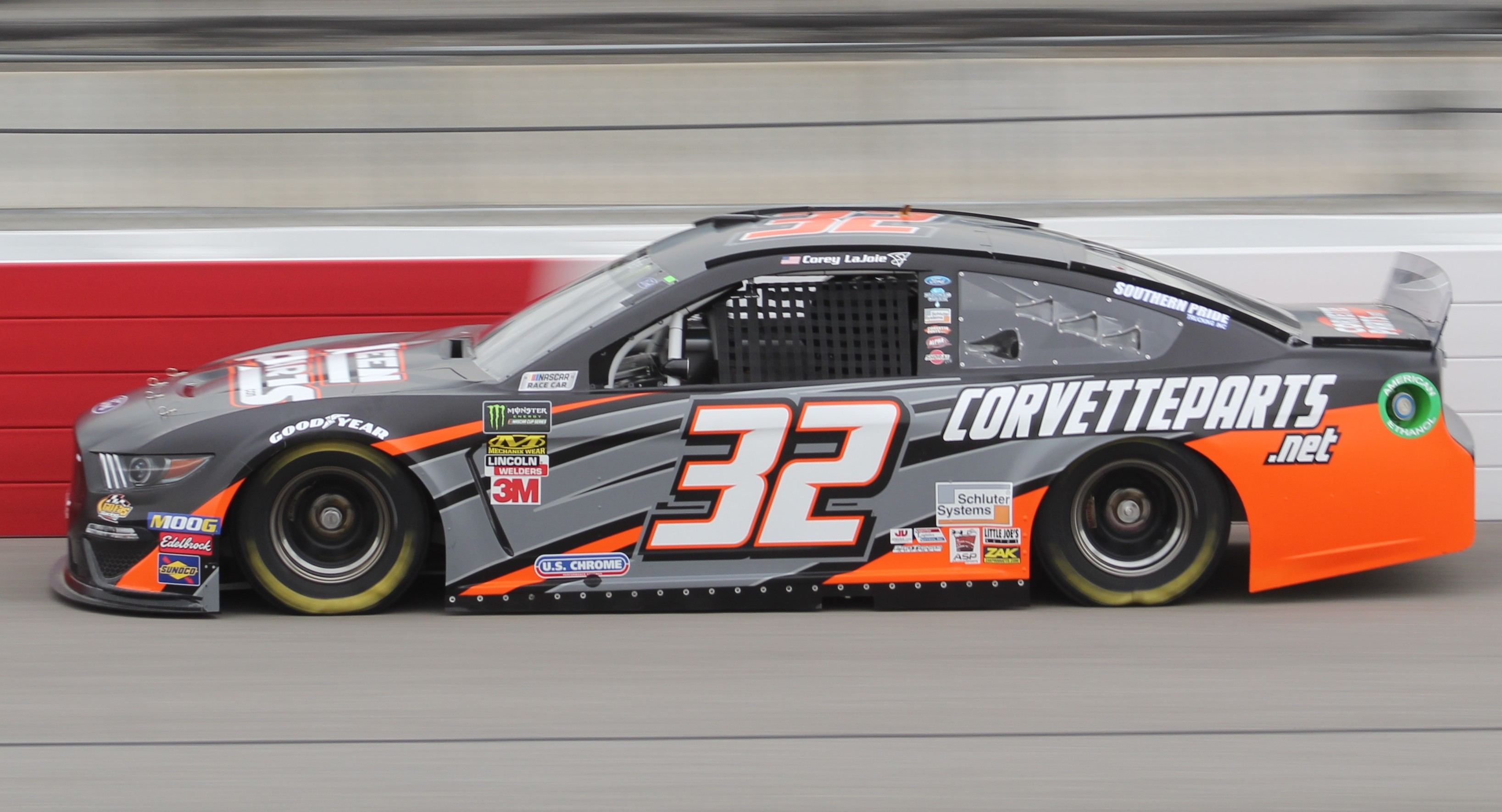
Corey LaJoie en el No. 32 en Richmond Raceway en 2019

En diciembre de 2018, se informó que Corey LaJoie se uniría a Go Fas Racing en la temporada 2019. Finalmente, el 20 de diciembre de 2018, se anunció que él sería su conductor a tiempo completo junto con el nuevo patrocinador Schluter Systems. También se anunció que Go Fas Racing se asociaría con el equipo Penske para utilizar a uno de sus equipos de boxes. También se anunció que Can-Am, patrocinador de GFR desde hace mucho tiempo, también dejaría el equipo, dejando así un montón de carreras programadas sin patrocinio.
Para las 500 Millas de Daytona del 2019, Go Fas Racing fue noticia al colocar una foto de la cara de LaJoie en el auto No. 32 como parte del patrocinio de Old Spice. LaJoie terminó 18.º después de volar un neumático delantero derecho a solo 20 vueltas de carrera.
Estadísticamente hablando, LaJoie ha sido el mejor piloto de Go Fas Racing en la historia del equipo, habiendo obtenido numerosos resultados entre los 20 primeros, entre los 15 primeros y entre los diez primeros en más de 20 largadas. El 21 de agosto de 2020, se confirmó que Corey LaJoie no regresaría al auto No. 32 en 2021.

#### Tiempo parcial (2021)
Se anunció el 21 de octubre de 2020 que el equipo se reducirá a un horario de medio tiempo a partir de 2021, y St. Hilaire anticipó que el equipo correrá en 5-6 carreras en la próxima temporada. St. Hilaire, al defender su decisión de cambiar a un horario de medio tiempo, dijo que su familia estaba esperando un nieto y que el gerente de toda la vida, Mason St. Hilaire, se estaba mudando a una industria diferente. St. Hilaire vendió su parte del contrato de Go Fas Racing a BJ McLeod y Matt Tifft, quienes lo usarían en 2021 para una operación de tiempo completo con Joe Falk.

#### Resultados del auto No. 32
| Año  | Piloto             | N.º | Fabricante | 1     | 2     | 3      | 4      | 5     | 6     | 7     | 8     | 9     | 10    | 11    | 12     | 13    | 14    | 15    | 16    | 17    | 18    | 19    | 20     | 21    | 22    | 23    | 24    | 25     | 26    | 27    | 28    | 29    | 30     | 31    | 32     | 33    | 34     | 35    | 36    | Owners | Pts |
| ---- | ------------------ | --- | ---------- | ----- | ----- | ------ | ------ | ----- | ----- | ----- | ----- | ----- | ----- | ----- | ------ | ----- | ----- | ----- | ----- | ----- | ----- | ----- | ------ | ----- | ----- | ----- | ----- | ------ | ----- | ----- | ----- | ----- | ------ | ----- | ------ | ----- | ------ | ----- | ----- | ------ | --- |
| 2011 | Terry Labonte      | 32  | Ford       | DAY15 |       |        |        |       |       |       | TAL34 |       |       |       |        |       |       |       | SON32 | DAY28 |       |       |        |       |       |       | BRI33 |        |       |       |       |       |        |       | TAL34  |       |        |       |       | 34th   | 499 |
| 2011 | Mike Skinner       | 32  | Ford       |       | PHO24 | LVS29  |        |       |       |       |       |       |       |       |        |       |       |       |       |       |       |       |        |       |       |       |       |        |       |       |       |       |        |       |        |       |        |       |       | 34th   | 499 |
| 2011 | Ken Schrader       | 32  | Ford       |       |       |        | BRIDNQ | CAL33 | MAR22 | TEX33 |       | RCH32 | DAR28 |       |        |       |       |       |       |       |       |       |        |       |       | MCH30 |       |        |       |       |       |       |        |       |        | MAR21 |        |       |       | 34th   | 499 |
| 2011 | Mike Bliss         | 32  | Ford       |       |       |        |        |       |       |       |       |       |       | DOV25 | CLT30  |       | POC31 | MCH32 |       |       | KEN34 | NHA32 | IND32  |       |       |       |       | ATL26  | RCH36 | CHI25 | NHA31 | DOV36 | KAN28  | CLT30 |        |       | TEX34  | PHO30 |       | 34th   | 499 |
| 2011 | Patrick Carpentier | 32  | Ford       |       |       |        |        |       |       |       |       |       |       |       |        | KAN30 |       |       |       |       |       |       |        |       |       |       |       |        |       |       |       |       |        |       |        |       |        |       |       | 34th   | 499 |
| 2011 | Jason White        | 32  | Ford       |       |       |        |        |       |       |       |       |       |       |       |        |       |       |       |       |       |       |       |        | POC33 |       |       |       |        |       |       |       |       |        |       |        |       |        |       |       | 34th   | 499 |
| 2011 | Andrew Ranger      | 32  | Ford       |       |       |        |        |       |       |       |       |       |       |       |        |       |       |       |       |       |       |       |        |       | GLN35 |       |       |        |       |       |       |       |        |       |        |       |        |       |       | 34th   | 499 |
| 2011 | T.J. Bell          | 32  | Ford       |       |       |        |        |       |       |       |       |       |       |       |        |       |       |       |       |       |       |       |        |       |       |       |       |        |       |       |       |       |        |       |        |       |        |       | HOM29 | 34th   | 499 |
| 2012 | Terry Labonte      | 32  | Ford       | DAY18 |       |        |        |       |       |       |       |       | TAL29 |       |        |       |       |       |       |       | DAY20 |       |        |       |       |       |       |        |       |       |       |       | TAL16  |       |        |       |        |       |       | 34th   | 493 |
| 2012 | Mike Bliss         | 32  | Ford       |       | PHO24 |        |        |       |       |       |       |       |       |       |        |       |       |       |       |       |       |       |        |       |       |       |       |        |       |       |       |       |        |       |        |       |        |       |       | 34th   | 493 |
| 2012 | Ken Schrader       | 32  | Ford       |       |       | LVS30  | BRI33  | CAL34 | MAR32 |       |       |       |       |       |        |       |       | MCH31 |       | KEN31 |       | NHA31 | IND30  |       |       |       | BRI42 |        | RCH35 |       |       |       |        |       |        | MAR29 | TEX31  |       | HOM37 | 34th   | 493 |
| 2012 | Reed Sorenson      | 32  | Ford       |       |       |        |        |       |       | TEX32 | KAN28 | RCH34 |       | DAR30 |        | DOV30 | POC41 |       |       |       |       |       |        |       |       |       |       |        |       |       |       |       |        |       |        |       |        |       |       | 34th   | 493 |
| 2012 | T.J. Bell          | 32  | Ford       |       |       |        |        |       |       |       |       |       |       |       | CLT31  |       |       |       |       |       |       |       |        |       |       | MCH33 |       | ATL30  |       | CHI30 |       | DOV33 |        |       |        |       |        |       |       | 34th   | 493 |
| 2012 | Boris Said         | 32  | Ford       |       |       |        |        |       |       |       |       |       |       |       |        |       |       |       | SON29 |       |       |       |        |       | GLN25 |       |       |        |       |       |       |       |        |       |        |       |        |       |       | 34th   | 493 |
| 2012 | Jason White        | 32  | Ford       |       |       |        |        |       |       |       |       |       |       |       |        |       |       |       |       |       |       |       |        | POC31 |       |       |       |        |       |       |       |       |        |       |        |       |        |       |       | 34th   | 493 |
| 2012 | Mike Olsen         | 32  | Ford       |       |       |        |        |       |       |       |       |       |       |       |        |       |       |       |       |       |       |       |        |       |       |       |       |        |       |       | NHA33 |       |        |       |        |       |        |       |       | 34th   | 493 |
| 2012 | Timmy Hill         | 32  | Ford       |       |       |        |        |       |       |       |       |       |       |       |        |       |       |       |       |       |       |       |        |       |       |       |       |        |       |       |       |       |        | CLT36 | KAN22  |       |        | PHO29 |       | 34th   | 493 |
| 2013 | Terry Labonte      | 32  | Ford       | DAY26 |       |        | BRI25  |       |       |       |       |       | TAL29 |       |        |       |       |       |       |       | DAY20 |       |        |       |       |       |       |        |       |       |       |       |        |       | TAL 35 |       |        |       |       | 37th   | 443 |
| 2013 | Ken Schrader       | 32  | Ford       |       | PHO34 | LVS37  |        |       | MAR32 |       |       |       |       |       |        |       |       | MCH34 |       | KEN29 |       | NHA30 |        |       |       |       | BRI27 |        | RCH37 |       |       |       |        |       |        | MAR28 |        |       | HOM34 | 37th   | 443 |
| 2013 | Timmy Hill         | 32  | Ford       |       |       |        |        | CAL39 |       | TEX36 | KAN33 | RCH34 |       | DAR33 | CLT27  | DOV35 | POC35 |       |       |       |       |       | IND42  | POC27 |       | MCH29 |       | ATL31  |       | CHI34 | NHA36 | DOV36 | KAN28  | CLT36 |        |       | TEX41  | PHO34 |       | 37th   | 443 |
| 2013 | Boris Said         | 32  | Ford       |       |       |        |        |       |       |       |       |       |       |       |        |       |       |       | SON18 |       |       |       |        |       | GLN22 |       |       |        |       |       |       |       |        |       |        |       |        |       |       | 37th   | 443 |
| 2014 | Terry Labonte      | 32  | Ford       | DAY20 |       |        |        |       |       |       |       |       | TAL24 |       |        |       |       |       |       |       | DAY11 |       |        |       |       |       |       |        |       |       |       |       |        |       | TAL33  |       |        |       |       | 38th   | 394 |
| 2014 | Travis Kvapil      | 32  | Ford       |       | PHO38 | LVS39  | BRI33  | CAL33 | MAR33 | TEX37 | DAR33 | RCH36 |       | KAN34 |        |       | POC29 | MCH43 |       | KEN34 |       |       | IND39  | POC25 |       | MCH32 |       |        | RCH39 |       |       |       |        |       |        |       |        |       |       | 38th   | 394 |
| 2014 | Blake Koch         | 32  | Ford       |       |       |        |        |       |       |       |       |       |       |       | CLT35  | DOV30 |       |       |       |       |       |       |        |       |       |       |       |        |       |       |       |       |        | CLT39 |        |       |        |       | HOM38 | 38th   | 394 |
| 2014 | Boris Said         | 32  | Ford       |       |       |        |        |       |       |       |       |       |       |       |        |       |       |       | SON35 |       |       |       |        |       | GLN25 |       |       |        |       |       |       |       |        |       |        |       |        |       |       | 38th   | 394 |
| 2014 | Eddie MacDonald    | 32  | Ford       |       |       |        |        |       |       |       |       |       |       |       |        |       |       |       |       |       |       | NHA35 |        |       |       |       |       |        |       |       |       |       |        |       |        |       |        |       |       | 38th   | 394 |
| 2014 | J.J. Yeley         | 32  | Ford       |       |       |        |        |       |       |       |       |       |       |       |        |       |       |       |       |       |       |       |        |       |       |       | BRI33 | ATL32  |       |       |       | DOV39 |        |       |        |       |        |       |       | 38th   | 394 |
| 2014 | Joey Gase          | 32  | Ford       |       |       |        |        |       |       |       |       |       |       |       |        |       |       |       |       |       |       |       |        |       |       |       |       |        |       | CHI37 |       |       | KAN37  |       |        |       | TEX37  | PHO33 |       | 38th   | 394 |
| 2014 | Timmy Hill         | 32  | Ford       |       |       |        |        |       |       |       |       |       |       |       |        |       |       |       |       |       |       |       |        |       |       |       |       |        |       |       | NHA35 |       |        |       |        |       |        |       |       | 38th   | 394 |
| 2014 | Kyle Fowler        | 32  | Ford       |       |       |        |        |       |       |       |       |       |       |       |        |       |       |       |       |       |       |       |        |       |       |       |       |        |       |       |       |       |        |       |        | MAR28 |        |       |       | 38th   | 394 |
| 2015 | Bobby Labonte      | 32  | Ford       | DAY24 |       |        |        |       |       |       |       |       | TAL27 |       |        |       |       |       |       | DAY43 |       |       |        |       |       |       |       |        |       |       |       |       |        |       | TAL23  |       |        |       |       | 42nd   | 268 |
| 2015 | Mike Bliss         | 32  | Ford       |       | ATL31 | LVSDNQ | PHO33  | CAL40 | MAR34 | TEX36 | BRI31 |       |       |       | CLTDNQ | DOV35 |       | MCH40 |       |       |       |       |        |       |       |       |       |        |       |       |       |       |        |       |        |       |        |       |       | 42nd   | 268 |
| 2015 | Joey Gase          | 32  | Ford       |       |       |        |        |       |       |       |       | RCH43 |       | KAN38 |        |       |       |       |       |       |       |       |        |       |       |       |       |        |       |       |       |       |        |       |        |       | TEXDNQ | PHO42 |       | 42nd   | 268 |
| 2015 | Travis Kvapil      | 32  | Ford       |       |       |        |        |       |       |       |       |       |       |       |        |       | POC35 |       |       |       |       |       |        | POC32 |       |       |       |        |       |       |       |       |        |       |        |       |        |       |       | 42nd   | 268 |
| 2015 | Boris Said         | 32  | Ford       |       |       |        |        |       |       |       |       |       |       |       |        |       |       |       | SON26 |       |       |       |        |       | GLN32 |       |       |        |       |       |       |       |        |       |        |       |        |       |       | 42nd   | 268 |
| 2015 | Will Kimmel        | 32  | Ford       |       |       |        |        |       |       |       |       |       |       |       |        |       |       |       |       |       | KEN38 |       |        |       |       |       |       |        |       |       |       |       |        | KAN39 |        |       |        |       |       | 42nd   | 268 |
| 2015 | Eddie MacDonald    | 32  | Ford       |       |       |        |        |       |       |       |       |       |       |       |        |       |       |       |       |       |       | NHA37 |        |       |       |       |       |        |       |       |       |       |        |       |        |       |        |       |       | 42nd   | 268 |
| 2015 | Josh Wise          | 32  | Ford       |       |       |        |        |       |       |       |       |       |       |       |        |       |       |       |       |       |       |       | INDDNQ |       |       | MCH37 | BRI35 | DARDNQ |       | CHI33 |       | DOV36 | CLTDNQ |       |        |       |        |       | HOM39 | 42nd   | 268 |
| 2015 | Jeffrey Earnhardt  | 32  | Ford       |       |       |        |        |       |       |       |       |       |       |       |        |       |       |       |       |       |       |       |        |       |       |       |       |        | RCH40 |       | NHA35 |       |        |       |        |       |        |       |       | 42nd   | 268 |
| 2015 | Kyle Fowler        | 32  | Ford       |       |       |        |        |       |       |       |       |       |       |       |        |       |       |       |       |       |       |       |        |       |       |       |       |        |       |       |       |       |        |       |        | MAR41 |        |       |       | 42nd   | 268 |
| 2016 | Bobby Labonte      | 32  | Ford       | DAY31 |       |        |        |       |       |       |       |       | TAL19 |       |        |       |       |       |       | DAY24 |       |       |        |       |       |       |       |        |       |       |       |       |        |       | TAL31  |       |        |       |       | 38th   | 281 |
| 2016 | Jeffrey Earnhardt  | 32  | Ford       |       | ATL38 | LVS33  |        | CAL34 |       | TEX35 | BRI32 | RCH38 |       |       | DOV35  | CLT39 |       | MCH37 |       |       | KEN28 |       |        |       |       | BRI29 | MCH37 | DAR38  | RCH27 |       | NHA37 | DOV36 | CLT26  |       |        | MAR33 |        | PHO33 |       | 38th   | 281 |
| 2016 | Joey Gase          | 32  | Ford       |       |       |        | PHO32  |       | MAR36 |       |       |       |       | KAN34 |        |       |       |       |       |       |       |       |        |       |       |       |       |        |       | CHI40 |       |       |        | KAN35 |        |       | TEX36  |       |       | 38th   | 281 |
| 2016 | Jeb Burton         | 32  | Ford       |       |       |        |        |       |       |       |       |       |       |       |        |       | POC29 |       |       |       |       |       |        | POC36 |       |       |       |        |       |       |       |       |        |       |        |       |        |       |       | 38th   | 281 |
| 2016 | Patrick Carpentier | 32  | Ford       |       |       |        |        |       |       |       |       |       |       |       |        |       |       |       | SON37 |       |       |       | IND34  |       |       |       |       |        |       |       |       |       |        |       |        |       |        |       |       | 38th   | 281 |
| 2016 | Eddie MacDonald    | 32  | Ford       |       |       |        |        |       |       |       |       |       |       |       |        |       |       |       |       |       |       | NHA36 |        |       |       |       |       |        |       |       |       |       |        |       |        |       |        |       |       | 38th   | 281 |
| 2016 | Boris Said         | 32  | Ford       |       |       |        |        |       |       |       |       |       |       |       |        |       |       |       |       |       |       |       |        |       | GLN24 |       |       |        |       |       |       |       |        |       |        |       |        |       |       | 38th   | 281 |
| 2016 | Dylan Lupton       | 32  | Ford       |       |       |        |        |       |       |       |       |       |       |       |        |       |       |       |       |       |       |       |        |       |       |       |       |        |       |       |       |       |        |       |        |       |        |       | HOM39 | 38th   | 281 |
| 2017 | Matt DiBenedetto   | 32  | Ford       | DAY9  | ATL28 | LVS26  | PHO29  | CAL29 | MAR35 | TEX31 | BRI19 | RCH28 | TAL18 | KAN32 | CLT37  | DOV29 | POC32 | MCH28 | SON23 | DAY13 | KEN25 | NHA30 | IND8   | POC37 | GLN28 | MCH26 | BRI26 | DAR27  | RCH31 | CHI31 | NHA31 | DOV31 | CLT23  | TAL31 | KAN22  | MAR39 | TEX25  | PHO27 | HOM30 | 32nd   | 363 |
| 2018 | Matt DiBenedetto   | 32  | Ford       | DAY27 | ATL31 | LVS22  | PHO25  | CAL31 | MAR32 | TEX16 | BRI21 | RCH16 | TAL19 | DOV29 | KAN22  | CLT37 | POC37 | MCH36 | SON17 | CHI29 | DAY7  | KEN37 | NHA28  | POC27 | GLN33 | MCH24 | BRI22 | DAR38  | IND36 | LVS24 | RCH34 | CLT13 | DOV27  | TAL30 | KAN23  | MAR36 | TEX38  | PHO21 | HOM26 | 31st   | 368 |
| 2019 | Corey LaJoie       | 32  | Ford       | DAY18 | ATL29 | LVS27  | PHO26  | CAL31 | MAR33 | TEX28 | BRI34 | RCH26 | TAL11 | DOV29 | KAN22  | CLT12 | POC36 | MCH23 | SON32 | CHI30 | DAY6  | KEN28 | NHA23  | POC26 | GLN34 | MCH21 | BRI24 | DAR36  | IND19 | LVS28 | RCH29 | CLT27 | DOV28  | TAL7  | KAN28  | MAR18 | TEX38  | PHO35 | HOM31 | 30th   | 401 |
| 2020 | Corey LaJoie       | 32  | Ford       | DAY8  | LVS16 | CAL29  | PHO27  | DAR31 | DAR24 | CLT23 | CLT19 | BRI32 | ATL27 | MAR18 | HOM29  | TAL16 | POC23 | POC21 | IND39 | KEN28 | TEX16 | KAN21 | NHA35  | MCH22 | MCH22 | DAY32 | DOV29 | DOV23  | DAY21 | DAR37 | RCH27 | BRI33 | LVS27  | TAL28 | CLT27  | KAN23 | TEX25  | MAR25 | PHO38 | 30th   | 408 |
| 2021 | Ryan Ellis         | 32  | Ford       | DAY   | DAY   | HOM    | LVS    | PHO   | ATL   | BRI   | MAR   | RCH   | TAL   | KAN   | DAR    | DOV   | COA   | CLT   | SON   | NSH   | POC   | POC   | ROA    | ATL   | NHA   | GLN   | IND   | MCH    | DAY   | DAR   | RCH   | BRI   | LVS    | TAL   | CLT    | TEX   | KAN    | MAR   | PHO   | -*     | -*  |

## Whelen Euro Series

### Historia del auto No. 32
Go Fas Racing debutó con un nuevo equipo NASCAR Whelen Euro Series en 2018. Con Romain Iannetta en el No. 32 Elite 1 y Florian Venturi en el Elite 2 Ford Mustang. Después de anotar 2 victorias y una pole en la primera temporada de Go Fas en la Euro Series, se anunció que regresarían con Jacques Villeneuve al volante del No. 32 Elite 1, mientras que Florian Venturi se mantiene como piloto de Elite 2 del equipo. para 2019.

#### Resultados del auto No. 32 - Elite 1
| 2018 | Romain Iannetta | 32 | Ford | VAL12 | VAL6 | FRA26 | FRA27 | BRH20 | BRH9 | TOU16 | TOU3 | HOC12 | HOC23 | ZOL22 | ZOL11 | 10th | 347 |

#### Resultados del auto No. 32 - Elite 2
| 2018 | Florian Venturi | 32 | Ford | VAL3 | VAL3 | FRA17 | FRA25 | BRH3 | BRH1* | TOU4 | TOU17 | HOC5 | HOC3 | ZOL1* | ZOL2 | 2nd | 497 |

## Pinty's Series

### Historia del auto No. 32
Go Fas Racing Canada es un equipo de carreras canadiense de la NASCAR Pinty's Series que debutó en 2016. Fundado por el capitalista de riesgo Alain Lord Mounir, Go Fas Racing Canada corrió bajo la supervisión de Dave Jacombs con el # 32 conducido por Alex Labbé. Después de que terminó la temporada 2017, el equipo cerró cuando Labbé se mudó a la NASCAR Xfinity Series para conducir para DGM Racing.

#### Resultados del auto No. 32
| Año  | Piloto     | N.º | Fabricante | 1    | 2     | 3     | 4     | 5     | 6     | 7    | 8     | 9     | 10    | 11   | 12    | 13    | Rank | Points |
| ---- | ---------- | --- | ---------- | ---- | ----- | ----- | ----- | ----- | ----- | ---- | ----- | ----- | ----- | ---- | ----- | ----- | ---- | ------ |
| 2016 | Alex Labbé | 32  | Ford       | MSP5 | SSS15 | ACD1* | ICAR2 | TOR12 | EIR7  | SAS3 | CTR4  | RIS12 | MSP23 | ASE9 | KWA3  |       | 7th  | 423    |
| 2017 | Alex Labbé | 32  | Ford       | MOS5 | DEL1  | CHA2  | ICA4  | TOR4  | WYA1* | WYA3 | EDM1* | TRO5  | RIV1  | MOS6 | STE1* | JUK20 | 1st  | 542    |